# Danh sách bảo vật quốc gia Nhật Bản (tòa thành)

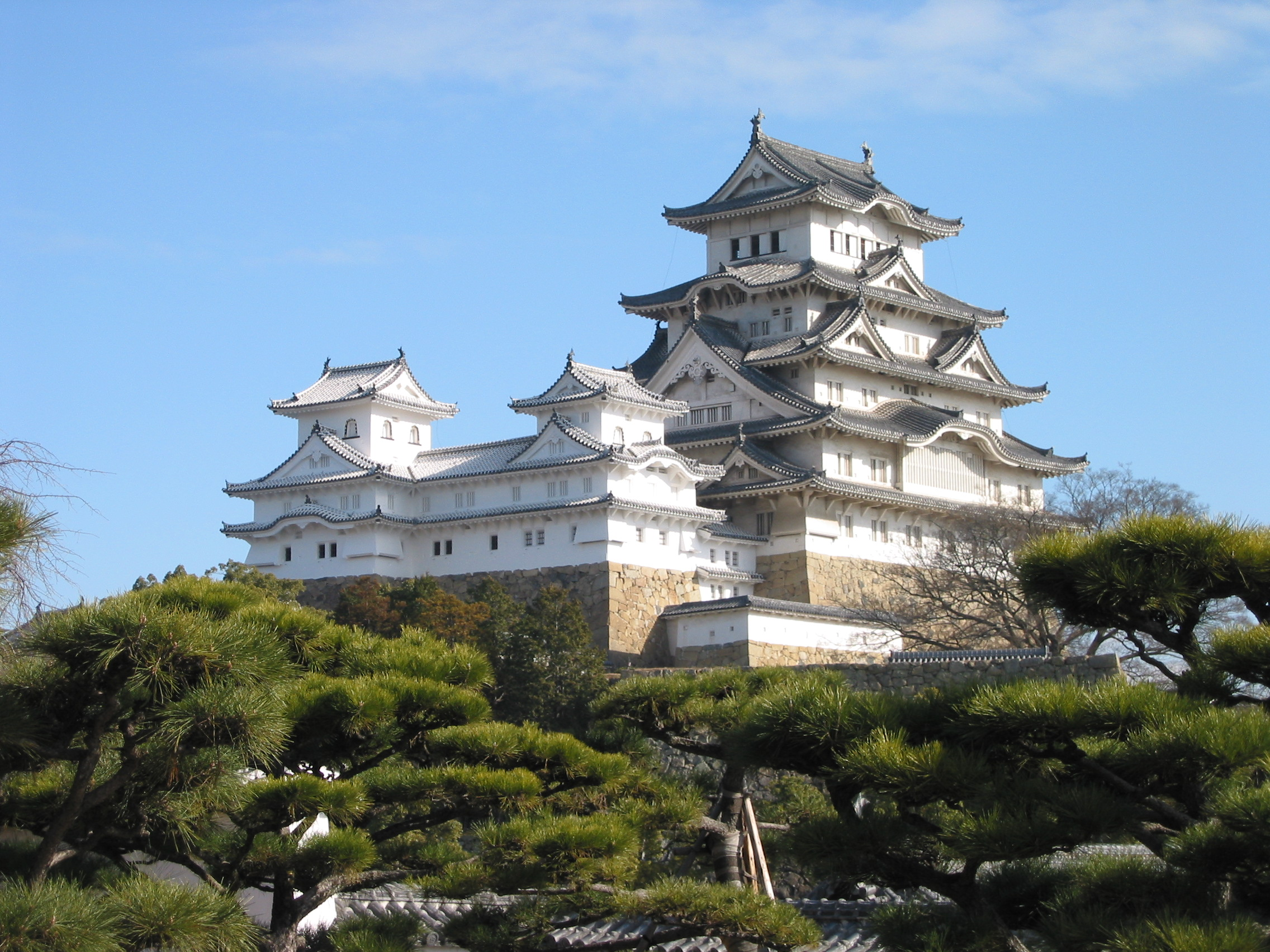
Thành Himeji là tòa thành được viếng thăm nhiều nhất ở Nhật Bản và là một Di sản thế giới của UNESCO

Thời kỳ Chiến Quốc Nhật Bản từ giữa thế kỷ thứ 15 đến đầu thế kỷ thứ 17 là thời kỳ của các chuyển biến xã hội, mưu mô chính trị, và gần như những cuộc xung đột quân sự liên tục ở Nhật Bản. Những lãnh chúa hùng mạnh được biết đến với hiệu daimyo, điển hình như Oda Nobunaga, Toyotomi Hideyoshi hay Tokugawa Ieyasu đều có tham vọng thống nhất Nhật Bản. Trong thời Chiến Quốc, do chiến tranh triền miên, một số lượng lớn các công sự và tòa thành được xây dựng. Nguyên mẫu hình dạng của các tòa thành Nhật Bản là sản phẩm từ thời kỳ Momoyama và sơ kỳ Edo.
Một kỷ nguyên mới về xây dựng tòa thành được bắt đầu khi daimyo Nobunaga cho xây dựng Thành Azuchi từ năm 1576 đến năm 1579. Những công sự trước đó thời Kamakura và Muromachi chỉ là những cấu trúc thô có quy mô lớn. Tuy nhiên, Thành Azuchi, một tòa thành được trang trí lộng lẫy và có tháp chính cao bảy tầng, trở thành nguyên mẫu cho những tòa thành được xây dựng trong thời kỳ này. Phong cách của Thành Azuchi đánh dấu một sự thay đổi trong chức năng của tòa thành, từ một nơi mà chỉ đơn thuần là một pháo đài và đơn vị đồn trú dành cho quân đội đã trở thành một trung tâm văn hóa, chính trị và kinh tế. Những tòa thành theo phong cách tân thời hơn mang chức năng như nhà dành cho daimyo cùng gia đình và những thuộc hạ trung thành nhất của ông ta. Do chi phí xây dựng một công trình có cấu trúc xa hoa như vậy, những tòa thành mang phong cách Azuchi còn thể hiện sức mạnh và uy tín của các vị daimyo. Những tòa thành mới này được xây dựng từ gỗ và thạch cao, và được nâng đỡ nhờ nền móng đá. Tòa tháp chính hay còn gọi là tenshu thường được đặt tại điểm cao nhất, xung quanh bao bọc bởi thành ngoại, tường thành, tháp canh nhỏ và hành lang đi lại. Công trình được dùng để ở thường nằm ở vùng thành ngoại. Các daimyo điều hành công việc từ trong nội thành.
Gần 100 tòa thành lớn được xây dựng trong khoảng thời gian từ năm 1596 đến 1615. Đỉnh điểm của phong trào xây tòa thành xảy ra trong khoảng thời gian từ năm 1600 đến 1615. Năm 1600, Tokugawa Ieyasu đánh bại Gia tộc Toyotomi trong trận Sekigahara. Trong năm 1615, quân đội trung thành với nhà Toyotomi bị đánh bại hoàn toàn trong cuộc vây hãm Osaka. Mạc phủ Tokugawa giới hạn số lượng tòa thành xuống còn một trong mỗi tỉnh; và hạ lệnh cấm khởi công tòa thành mới kể từ năm 1620. Trong thời kỳ Minh Trị Duy tân cuối thế kỷ 19, các tòa thành đều ở trong tình trạng "hàng bỏ đi". Được xem là biểu tượng của giai cấp thống trị của chế độ cũ, nhiều tòa thành bị tháo dỡ để đem bán củi. Số khác thì bị phá huỷ do hỏa hoạn, động đất hay do bão. Chỉ có 12 tòa thành còn có donjon được xem là "nguyên bản".
Thuật ngữ "Di tích quốc gia" bắt đầu được sử dụng ở Nhật Bản để biểu thị những di sản văn hoá từ năm 1897. Định nghĩa và tiêu chuẩn đã thay đổi nhiều kể từ khi thuật ngữ này ra đời. Những cấu trúc tòa thành này tuân thủ theo định nghĩa ngày nay, và đã được xếp hạng là "di tích quốc gia" sau khi Đạo luật Bảo vệ Di sản văn hóa được thi hành vào ngày 9 tháng 6 năm 1951. Những hạng mục này do Bộ Giáo dục, Văn hóa, Thể thao, Khoa học và Công nghệ lựa chọn dựa trên "giá trị lịch sử và nghệ thuật đặc biệt cao" của chúng. Danh sách này trình bày chín mục di tích quốc gia từ năm tòa thành được xây dựng thời hậu kỳ Momoyama đến thời sơ kỳ Edo. Tuy nhiên, số lượng các cấu trúc thực sự là nhiều hơn vì trong vài trường hợp, nhiều cấu trúc được kết hợp lại với nhau để tạo thành một mục duy nhất. Các cấu trúc được liệt kê bao gồm vọng lâu, tháp canh và hành lang.

## Đặc trưng

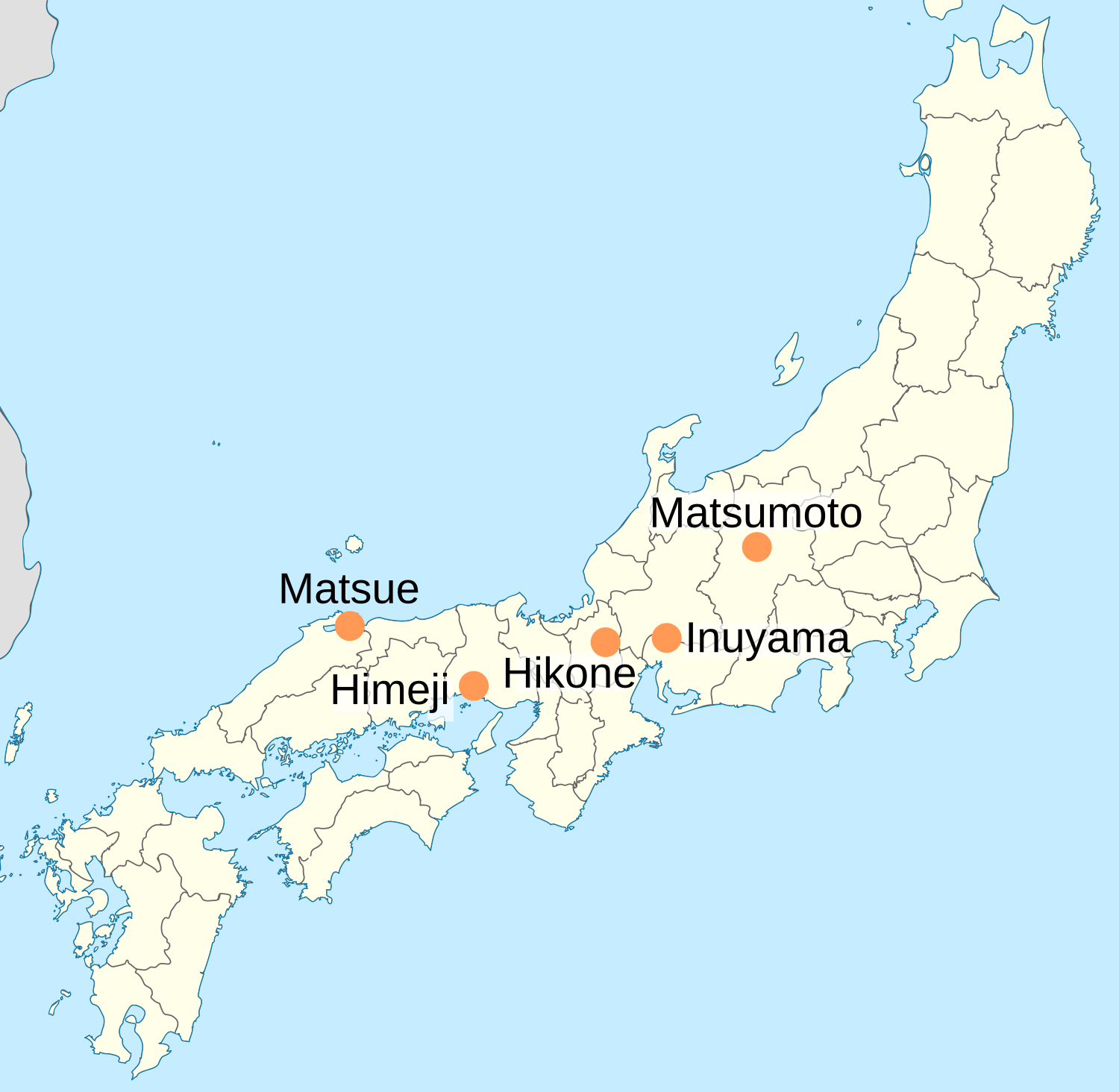
Vị trị phân bố các tòa thành có chứa bảo vật quốc gia Nhật Bản

Chín bảo vật quốc gia được phân phối trên năm tòa thành sau: Thành Himeji (riêng Himeji có tới năm bảo vật quốc gia) trong khi Thành Hikone, Thành Inuyama, Thành Matsue và Thành Matsumoto, mỗi tòa đều có một bảo vật. Hiện này, ba loại tòa thành chính vẫn còn tồn tại. Nói chung, các loại này được xây nên dựa theo đặc trưng của nơi nó tọa lạc và được đặt tên sao cho phù hợp như sau: Sơn thành (山城 yamajiro); Bình thành (平城 hirajiro), với điển hình là Thành Matsumoto; và Bình sơn thành (平山城 hirayamajiro), là những tòa thành được xây trên đồi như Thành Himeji, Thành Hikone, Thành Inuyama và Thành Matsue. Tháp chính, hay vọng lâu có thể được xây dựng theo 2 cách. Theo phong cách bōrōgata (望楼型 (Vọng lâu hình) bōrōgata), là kiểu xây mà mái vọng lâu được xây theo kiểu một tháp canh và đặt trên một hoặc nhiều sơn đỉnh (irimoya). Thành Hikone, Thành Himeji, Thành Inuyama và Thành Matsue đều là những ví dụ cho phong cách này. Phong cách sōtōgata (層塔型 (Tằng tháp hình) sōtōgata) được đại diện bởi vọng lâu hình vuông của Thành Matsumoto. Mỗi tầng đều nhỏ hơn tầng dưới nó nhưng vẫn giữ nguyên hình dạng tương tự.
Chỉ trường hợp hiếm hoi lắm, vọng lâu mới đứng riêng lẽ và không kết nối với bất kỳ tòa nhà khác. Phần nhiều chúng đều được kết nối với những tháp canh nhỏ hơn được gọi là yagura, hoặc trực tiếp fukugōshiki (複合式 (Phức hợp thức) fukugōshiki) hoặc qua hành lang kết nối (渡櫓 (Độ lỗ) watariyagura) và phong cách này được gọi là renketsushiki (連結式 (Liên kết thức) renketsushiki). Thành Matsumoto mang cả hai phong cách, renketsushiki ở phía tây bắc và fukugōshiki ở phía đông nam. Thành Himeji có 3 tháp nhỏ, 4 hành lang kết nối và vọng lâu nằm giữa một khoảng sân nhỏ. Một tháp thường sẽ có từ ba đến bảy tầng nếu nhìn từ bên ngoài. Tuy nhiên, cấu trúc bên trong của nó bao gồm số tầng có thể khác nhau với những gì được nhìn thấy từ bên ngoài. Những tháp ở Himeji, Inuyama, Matsue và Matsumoto thường có một tầng nhiều hơn so với số tầng có thể nhìn thấy từ bên ngoài.

## Cách sử dụng
Các cột trong bảng dưới đây (ngoại trừ Hình ảnh) đều có thể xáo trộn bằng cách nhấn vào biểu tượng mũi tên chỉ xuống. Sau đây là một cái nhìn tổng quan về những mục xuất hiện trong bảng và cách thức phân loại.
- Tên: Tên của cấu trúc như đã đăng ký trong cơ sở dữ liệu của cục di sản văn hóa quốc gia[12][chú 1][chú 2]
- Thành: Tên tòa thành của cấu trúc này
- Đặc điểm: Nhận xét về kiến trúc và tổng thể, bao gồm số tầng được nhìn thấy (bên ngoài) và thực tế (bên trong); Thứ tự xuất hiện trong cột được sắp xếp theo: vọng lâu, yagura, watariyagura
- Niên đại: Thời kỳ và năm xây dựng; Thứ tự trong cột được sắp xếp theo năm. Nếu như không rõ năm nào, thì nó sẽ được sắp xếp theo năm đầu tiên của thời kỳ đó.
- Địa điểm: "Tên địa phương, tên tỉnh" và toạ độ địa lý của cấu trúc.
- Hình ảnh: Hình ảnh của cấu trúc; Nếu hình ảnh cho thấy nhiều hơn một cấu trúc, cấu trúc tương ứng sẽ được đánh dấu bằng một hình chữ nhật viền xanh.

## Di tích
| Tên                                                                             | Thành           | Đặc điểm | Niên đại                                                    | Địa điểm                                                               | Hình ảnh |
| ------------------------------------------------------------------------------- | --------------- | --- | ----------------------------------------------------------- | ---------------------------------------------------------------------- | --- |
| Vọng lâu (天守 (Thiên thủ))                                                     | Thành Hikone    | Vọng lầu có 3 lầu/3 tầng với một tầng hầm và lối vào. Mái nhà theo kiểu hongawarabuki | Thời kỳ Momoyama, 1606                                      | Hikone, Shiga 35°16′35,21″B 136°15′6,64″Đ / 35,26667°B 136,25°Đ        | Một tòa lâu đài với những bức tường trắng, mái đen và nhiều hồi trên một nền đá không mài. |
| Hành lang kết nối (附櫓 (Độ lỗ) tsukeyagura) và Đa văn lỗ (多聞櫓 tamon yagura) | Thành Hikone    | Yagura, mỗi cái đều chỉ có một tầng. Mái nhà kiểu hongawarabuki. | Thời kỳ Momoyama, 1606                                      | Hikone, Shiga 35°16′35,74″B 136°15′6,68″Đ / 35,26667°B 136,25°Đ        | A single-storied structure connected to a main donjon of a castle. Both have white walls, dark roofs and are built on a platform of unhewn stones.                                                                                              |
| Vọng lầu (大天守 (Đại Thiên thủ) daitenshu)                                     | Thành Himeji    | Vọng lầu chính, có 5 lầu/6 tầng với một tầng hầm. Mái ngói kiểu hongawarabuki; Được kết nối với hành lang n ở phía tây và hành lang i ở phía bắc | Thời kỳ Momoyama, 1608                                      | Himeji, Hyōgo 34°50′21,66″B 134°41′38,67″Đ / 34,83333°B 134,68333°Đ    | Một vọng lâu lớn với những bức tường trắng và mái tối trên một nền đá không mài. |
| Tháp tây bắc (乾小天守 (Can tiểu thiên thủ) inui kotenshu)                      | Thành Himeji    | Vọng lầu có 3 lầu/4 tầng với một tầng hầm. Mái nhà kiểu hongawarabuki; Kết nối với hành lang ro ở phía đông và hành lang ha ở phía nam | Thời kỳ Momoyama, tầm 1609                                  | Himeji, Hyōgo 34°50′22,57″B 134°41′37,72″Đ / 34,83333°B 134,68333°Đ    | Một tháp ba tầng với những bức tường trắng và một mái nhà màu tối trên một nền đá không mài. Nó được kết nối với một cấu trúc hai tầng. |
| Tháp tây (西小天守 (Tây tiểu thiên thủ) nishi kotenshu)                         | Thành Himeji    | Vọng lầu có 3 lầu/3 tầng với một tầng hầm. Mái nhà kiểu hongawarabuki; Kết nối với hành lang ni ở phía đông và hành lang ha ở phía bắc | Thời kỳ Momoyama, tầm 1609                                  | Himeji, Hyōgo 34°50′21,83″B 134°41′37,62″Đ / 34,83333°B 134,68333°Đ    | A three-storied castle tower with white walls and a dark roof on a platform of unhewn stones. It is connected to a two-storied structure. |
| Tháp đông (東小天守 (Đông tiểu thiên thủ) higashi kotenshu)                     | Thành Himeji    | Vọng lầu có 3 lầu/3 tầng với một tầng hầm. Mái nhà kiểu hongawarabuki; Kết nối với hành lang ro ở phía tây và hành lang i ở phía nam | Thời kỳ Momoyama, tầm 1609                                  | Himeji, Hyōgo 34°50′22,45″B 134°41′39,11″Đ / 34,83333°B 134,68333°Đ    | A small three-storied castle tower next to a large five-storied tower. Both have white walls, dark roofs and are built on a platform of unhewn stones.                                                                                          |
| Hành lang I, Ro, Ha, Ni (イ, ロ, ハ, ニの渡櫓 i, ro, ha, ni no watariyagura)    | Thành Himeji    | 2 lầu/2 tầng với một tầng hầm. Mái nhà kiểu hongawarabuki; Hành lang I: Nằm giữa Đại Vọng lầu và Tháp đông, cao 9,03 mét (29,6 ft) trên một nền đá cao 8,88 m (29,1 ft) Hành lang Ro: Nằm giữa Tháp đông và Tháp tây bắc, cao 9,03 mét (29,6 ft) trên một nền đá cao 8,3 m (27 ft) Hành lang Ha: Nằm giữa Tháp tây bắc và Tháp tây, cao 9,17 mét (30,1 ft) trên một nền đá cao 10,06 m (33,0 ft) Hành lang Ni: Nằm giữa Tháp tây và Đại vọng lâu, cao 9,68 mét (31,8 ft); Khoảng sân lộ thiên có diện tích 56,78 m2 (611,2 foot vuông) | Thời kỳ Momoyama, tầm 1609                                  | Himeji, Hyōgo 34°50′22,06″B 134°41′38,25″Đ / 34,83333°B 134,68333°Đ    | A two-storied structure between two three-storied castle towers next to a large five-storied tower. Each has white walls, dark roofs and is built on a platform of unhewn stones. · Courtyard surrounded by castle towers and lower structures. |
| Vọng lâu (天守 (Thiên thủ) Tenshu)                                              | Thành Inuyama   | Vọng lâu có 3 lầu/4 tầng với một tầng hầm, cao khoảng 25 m (82 ft). Mài nhà kiểu hongawarabuki. Ngoài ra còn có tháp canh 1 tầng với mài nhà kiểu hongawarabuki ở phía nam và phía tây | Thời kỳ Momoyama, 1601                                      | Inuyama, Aichi 35°23′18″B 136°56′21″Đ / 35,38833°B 136,93917°Đ         | A castle with white walls and dark roofs on a base of unhewn stones. |
| Vọng lâu (天守 (Thiên thủ) Tenshu)                                              | Thành Matsue    | Vọng lâu có 3 lầu/3 tầng với một tầng hầm. Mái nhà kiểu hongawarabuki. | Thời kỳ Momoyama, 1607--1611                                | Matsue, Shimane 35°28′30,48″B 133°3′2,57″Đ / 35,46667°B 133,05°Đ       | Main keep of a castle with dark walls, dark roofs on a platform of unhewn stones. |
| Tháp kết nối (附櫓 (Độ lỗ) tsukeyagura)                                         | Thành Matsue    | Yagura có 1 tầng/1 lầu. Mái nhà kiểu hongawarabuki | Thời kỳ Momoyama, 1607--1611                                | Matsue, Shimane 35°28′29,86″B 133°3′2,71″Đ / 35,46667°B 133,05°Đ       | Small tower attached to a castle with dark walls, dark roofs on a platform of unhewn stones. |
| Vọng lâu (天守 (Thiên thủ) Tenshu)                                              | Thành Matsumoto | Vọng lâu có 5 lầu/6 tầng. Mái nhà kiểu hongawarabuki | Thiên thủ: sơ kỳ Edo, những năm Nguyên Hòa (Genna) đầu tiên | Matsumoto, Nagano 36°14′19,03″B 137°58′7,87″Đ / 36,23333°B 137,96667°Đ | A large 5-storied castle tower with black wooden walls located on a platform of unhewn stones surrounded on two sides by water. The tower is connected to lower structure on two sides.                                                         |
| Tháp tây bắc (乾小天守 (Can tiểu thiên thủ) inui Kotenshu)                      | Thành Matsumoto | Vọng lâu phụ, 3 lầu/4 tầng. Mái nhà kiểu hongawarabuki | Thời kỳ Momoyama, niên hiệu Văn Lộc (Bunroku)               | Matsumoto, Nagano 36°14′19,66″B 137°58′7,81″Đ / 36,23333°B 137,96667°Đ | A 3-storied castle tower with black wooden walls located on a platform of unhewn stones above a water filled moat. The tower is connected to a lower structure on one sides.                                                                    |
| Tháp kết nối (渡櫓 (Độ lỗ) watari yagura)                                       | Thành Matsumoto | Yagura có 2 lầu/2 tầng. Mái nhà kiểu hongawarabuki | sơ kỳ Edo, niên hiệu Nguyên Hòa (Genna)                     | Matsumoto, Nagano 36°14′19,42″B 137°58′7,8″Đ / 36,23333°B 137,96667°Đ  | A 2-storied structure connecting a 3-storied castle tower with a 5-stoired tower. All three structures have black wooden walls and are located on a platform of unhewn stones above a water filled moat.                                        |
| Tháp kết nối đông nam (辰巳附櫓 (Thần tị phụ lỗ) tatsumi tsukeyagura)           | Thành Matsumoto | Yagura, có 2 lầu/2 tầng. Mái nhà kiểu hongawarabuki | sơ kỳ Edo, niên hiệu Khoan Vĩnh (Kan'ei)                    | Matsumoto, Nagano 36°14′18,76″B 137°58′8,32″Đ / 36,23333°B 137,96667°Đ | A two-storied tower connected on one side to a five-storied castle tower and on the other to a lower one-storied structure. All three structures have black wooden walls and are located on a platform of unhewn stones.                        |
| Vọng nguyệt đài (月見櫓 (Nguyệt kiến lỗ) tsukimi yagura)                        | Thành Matsumoto | Yagura, cao 1 tầng với một tầng hầm. Mái nhà kiểu hongawarabuki | sơ kỳ Edo, niên hiệu Khoan Vĩnh (Kan'ei)                    | Matsumoto, Nagano 36°14′18,77″B 137°58′8,63″Đ / 36,23333°B 137,96667°Đ | A one-storied structure with a veranda with red handrail connected to a two-storied castle tower. Both are located on a platform of unhewn stones.                                                                                              |